# Hanada
『月刊Hanada』（げっかんはなだ）は、飛鳥新社が2016年4月に創刊した日本の月刊誌。

## 概要
2016年3月、『月刊WiLL』の創刊時からの編集長である花田紀凱が発行元ワック・マガジンズの社長である鈴木隆一との対立から同社を退職した。花田の下で編集及びDTPを担当していたスタッフ、編集部員も退社し、飛鳥新社へ移籍。コラム「あっぱれ!築地をどり」を執筆していた花田の文藝春秋時代の元部下である勝谷誠彦以外ほとんどの執筆陣が『Hanada』へ移った。
同年4月26日、創刊号（6月号）が発売。『WiLL』の連載記事である藤木幸夫の「港に生きる」、加藤康男の「天皇の馬」も継続して『Hanada』に掲載された。勝谷はその後、花田からの移籍前の執筆依頼の原稿を執筆すると、花田から移籍後の原稿を依頼され、『Hanada』へ移籍した。
「滾る月刊誌」を称する。

## 主な記事

### 安倍晋三
2017年2月号（2016年12月20日発売）は、「安倍総理を最もよく知る二人の政治記者が安倍政治を分析する」と題する阿比留瑠比と山口敬之の対談を巻頭に掲載した。阿比留と山口は「稀代の戦略家」と安倍晋三を褒め称えた。
2017年2月17日、衆議院予算委員会で、福島伸享が森友学園への国有地売却をめぐり、新設予定の安倍晋三記念小学校の名誉校長が安倍昭恵であることを指摘すると、安倍は「私や妻が関係していたということになれば、総理大臣も国会議員もやめるということははっきりと申し上げておきたい」と答弁した。同年3月13日、参議院予算委員会で福島瑞穂が加計学園グループの岡山理科大学獣医学部新設計画をめぐり「安倍総理と加計孝太郎さんは極めて長年の友人だ。政策がゆがめられているのではないか」と質問すると、安倍は即座に否定し「安倍政権のイメージを落とそう、安倍晋三をおとしめようということで答弁するのはやめた方がいい」と福島を非難した。森友学園問題と加計学園問題の報道が続き、両者がやがて「モリカケ問題」と称されるようになると、『Hanada』は安倍を守るために奮然として立ち上がった。2017年9月号、10月号、11月号と3か月にわたりマスコミ批判の特集を組み、「常軌を逸した安倍叩き」「朝日新聞は発狂状態だ」「戦後最大級の虚報」「トランプも安倍も報道被害者」などの見出しが紙面を飾った。
2018年2月号（2017年12月20日発売）は安倍のインタビュー（聞き手：有本香）を掲載した。
2019年2月号（2018年12月20日発売）は安倍と上念司の対談を掲載した。
2021年7月号（同年5月26日発売）は安倍のインタビュー（聞き手：石橋文登）を掲載。安倍は「ポスト菅」候補として、茂木敏充、加藤勝信、下村博文、岸田文雄の4人の名を挙げた。
2021年8月号（同年6月25日発売）は安倍と櫻井よしこの対談を掲載した。安倍は自派閥の「ポスト菅」のさらなる有力候補として、下村とともに、萩生田光一、西村康稔、松野博一の名を挙げた。安倍は櫻井を前に、水を得た魚のように持論を展開。東京オリンピックのコロナ対策に関するトピックでは「反日的ではないかと批判されている人たちが、東京オリンピックの開催に強く反対している。朝日新聞なども明確に反対を表明した」と述べ、立憲民主党の枝野幸男代表について「非常に自己愛が強い」「インタラクティブな議論を避ける特徴がある」と断じた。
2021年11月11日、安倍は清和政策研究会の新会長に就任し、「安倍派」が発足した。2022年2月号（2021年12月20日発売）は130ページにおよぶ総力特集「やっぱり安倍さんだ！」を組み、安倍と百田尚樹の対談、安倍と櫻井の対談、安倍のインタビュー2本を掲載した。
2022年7月8日、安倍が参院選の遊説中に殺害された。『Hanada』は9月号、10月号、11月号と3号続けて「安倍晋三総理追悼大特集号」とうたい、特集を組んだ。
2023年7月5日、安倍の一周忌を迎えるに当たり、飛鳥新社は月刊Hanadaセレクションとして『われらの安倍晋三』を刊行。92ページにわたるマンガ「安倍晋三物語」が掲載された。
2024年8月号（同年6月26日発売）は「安倍晋三元総理三回忌大特集号」とうたい、特集を組んだ。櫻井よしこによる安倍昭恵のインタビュー記事が掲載された。
2025年2月号から「安倍ログ 後来ノ種子未ダ絶ヘズ 安倍総理ゆかりの人を訪ねて」を連載。

### ドナルド・トランプ
2016年11月8日に行われたアメリカ合衆国大統領選挙でドナルド・トランプが当選すると、日本会議会長の田久保忠衛は2017年1月号（2016年11月26日発売）に「トランプ大統領と安倍外交」と題する文章を寄稿した。
2020年10月号（同年8月26日発売）から、あえば浩明による大統領選挙レポートの連載が始まる。投票直前に発売された12月号であえばは「トランプ、地滑り的大勝」と予言した。トランプは民主党候補のジョー・バイデンに敗れるが、2021年1月号（2020年11月26日発売）は「絵になる男 トランプ大統領」と題するグラビア特集を掲載。表紙もトランプの写真が飾った。
2021年3月号（同年1月26日発売）では複数の記事が1月6日に発生したアメリカ合衆国議会議事堂襲撃事件に言及。古森義久は「トランプは煽動していない」として、米国と日本のメディアの報道を強く批判した。
2024年9月号（同年7月26日発売）では複数の記事が同年11月の大統領選挙を取り上げた。堤堯と久保紘之は「トランプ銃撃で勝負は決まった」と対談記事の中で結論付けた。
2024年10月号（同年8月26日発売）でエドワード・ルトワックは「これを言えば、トランプは勝利する」と当選の秘策を明かした。

### 世界平和統一家庭連合（旧統一教会）
『Hanada』2019年6月号に、世界平和統一家庭連合（旧統一教会）の機関紙「世界日報」編集局長の藤橋進の執筆した記事が掲載された。2019年5月10日、花田紀凱はネット番組「言論テレビ」に、藤橋進をゲストとして招いて対談し、藤橋の執筆した記事の宣伝を行なった。
2022年8月12日、統一教会の関連団体「天宙平和連合」はソウルで開いた国際会議の冒頭で、安倍を特別に追悼した。マスメディアによる統一教会への批判の報道が高まるなか、『Hanada』は8月26日発売の10月号に「総力特集 統一教会批判は魔女狩りだ！」と題する反論を立てる特集を組んだ。特集には4本の寄稿文が掲載された。以後、教団を擁護する論陣を張っている。2022年11月号および2024年5月号には教団幹部の鴨野守執筆の記事が掲載された。2023年1月号では、統一教会信者の地方議会議員による対談を掲載した。同年8月号の「総力大特集 あなたを忘れない！」では執筆者の一人は韓鶴子の名を挙げた。解散命令請求を求める宗教2世当事者を批判し、2023年11月号では「旧統一教会解散請求は危険」という、統一教会信者の信教の自由や名誉棄損を巡る一連の裁判で原告代理人を務めている弁護士、徳永信一の記事を掲載した。
2023年1月13日、奈良地検は、安倍晋三を射殺した男を殺人罪と銃刀法違反で起訴した。しかし『Hanada』は「統一教会への恨みから、教団と深い関わりのある安倍を撃った」との男の供述内容に疑いをもっており、複数の犯人がいるという陰謀論を積極的に唱えている。統一教会関連の主な記事内容は以下のとおり。
| 発行号       | 記事名 | 出典   |
| ------------ | --- | ------ |
| 2019年6月号  | 藤橋進「昭和天皇の直筆御声」 | [ 30 ] |
| 2022年10月号 | 小川榮太郎「“安倍貶め報道”は仕掛けられた歴史戦」 藤原かずえ「○○（起訴された男の姓、以下同表記）“礼讃”の報道テロリズム」 世界日報取材班「デマを拡散させる石垣のりこ立民議員の居直り」 佐藤優「旧統一教会問題と日本共産党」 | [ 34 ] |
| 2022年11月号 | 藤原かずえ「日本を蝕む『アベガー』というカルト」 長尾敬「自民党は信教の自由を侵すのか」 鴨野守「統一教会信者が告発！『魔女狩り報道』はこうして作られる」 鄭炳喆「安倍総理暗殺と韓国統一教会」                             | [ 35 ] |
| 2022年12月号 | 福田ますみ「ルポ統一教会1 新聞・テレビが報じない“脱会屋”の犯罪」 上野景文「問題の核心は『政教分離』の誤解」 | [ 51 ] |
| 2023年1月号  | 福田ますみ「独占スクープ！ 統一教会問題の黒幕」 美馬秀夫、小野潤三「旧統一教会信徒議員の告白！メディアリンチと民主主義の危機」                                                                                            | [ 37 ] |
| 2023年2月号  | 萩生田光一「独占インタビュー 増税、統一教会、円安、訪台、支持率―国民の疑問に全て答える」 杉原誠四郎「『統一教会魔女狩り報道』を断罪する」                                                                                 | [ 52 ] |
| 2023年3月号  | 福田ますみ「両親が覚悟の独占告白25ページ！ 『小川さゆり』の真実」 | [ 40 ] |
| 2023年4月号  | 福田ますみ「“抹殺された”現役二世信者たち 実名告発！」 飯山陽「偽善者に騙されるな！ ○○容疑者を褒める偽善者」 | [ 53 ] |
| 2023年5月号  | 山口敬之「安倍暗殺『疑惑の銃弾』『週刊文春』が報じなかったもうひとつの『疑惑』」 杉原誠四郎「『統一教会』に信教の自由はないのか」                                                                                         | [ 54 ] |
| 2023年6月号  | 小川榮太郎「岸田爆弾テロと安倍暗殺」 福田ますみ「誰も書かない『小川さゆり』の虚言」 | [ 41 ] |
| 2023年7月号  | 福田ますみ「被害者でっちあげ 全国弁連の手口」 山口敬之「安倍元総理暗殺『疑惑の奈良県警』」 | [ 47 ] |
| 2023年8月号  | 谷口智彦「安倍元総理・大和西大寺・韓鶴子」 | [ 39 ] |
| 2023年9月号  | 福田ますみ「解散請求ゴリ押し！文化庁合田哲雄次長の『言論封殺』」 照井資規「○○・木村は単独犯なのか」 山口敬之「『陰謀論』と呼ぶマスコミの無責任」                                                                          | [ 48 ] |
| 2023年10月号 | 照井資規「独占スクープ！『○○銃』の新事実！ 安倍元総理はこうして殺された」 | [ 49 ] |
| 2023年11月号 | 山口敬之「政権内部にも渦巻く『○○単独犯説』への不信感」 徳永信一「旧統一教会 解散請求問題の核心」 | [ 42 ] |
| 2024年1月号  | 山口敬之「銃創への説明が二転三転！奈良県警発表の絶対的矛盾」 | [ 55 ] |
| 2024年2月号  | 福田ますみ「旧統一教会問題の核心！文科省も“洗脳”全国弁連こそ解散を」 山口敬之「『○○単独犯』と反トランプ勢力」 | [ 50 ] |
| 2024年5月号  | 鴨野守「旧統一教会潰しで全国弁連の重大な修正」 | [ 36 ] |
| 2024年11月号 | 福田ますみ「旧統一教会『念書裁判』の全真相」 | [ 56 ] |
| 2024年12月号 | 杉原誠四郎「旧統一教会"念書"裁判 最高裁の幼稚な判決」 | [ 57 ] |
| 2025年2月号  | 福田ますみ「闇に葬られた冤罪『新生事件』旧統一教会問題の真実」 | [ 58 ] |
| 2025年4月号  | 福田ますみ「文科省の犯罪『統一教会陳述書』捏造の全貌【スクープ！】」 | [ 59 ] |
| 2025年5月号  | P・デュバル（国際弁護士）×福田ますみ「『解散命令請求』は国際法違反の宗教弾圧」 | [ 60 ] |

### その他
- 2016年12月号（2016年10月26日発売）において、同日付の産経新聞、読売新聞に掲載した広告に「日本を侵すシロアリ日本共産党」（「産経」）「民主主義か共産主義かの闘いだ」（「産経」「読売」）などの文言を織り込んだ。これに対し、日本共産党は産経新聞社と読売新聞社に口頭で抗議し、謝罪を求めた[61]。
- 2020年6月2日、高須克弥、河村たかし、百田尚樹、有本香、竹田恒泰、武田邦彦らは名古屋市で記者会見し、前年に開催された「あいちトリエンナーレ2019」の内容をめぐって、愛知県知事の大村秀章のリコール署名運動を開始すると宣言した[62]。飛鳥新社はすぐさまこれに呼応し、同年8月12日、『Hanada』の特別号『"愛知のテドロス"大村知事リコール！高須克弥院長熱烈応援号』を発売した。前述の竹田、有本のほか、門田隆将、小川榮太郎、島田洋一、高橋洋一、岩田温、長谷川幸洋、ケント・ギルバートらが寄稿し、リコール支持の論陣を張った[63]。

## 主な連載

### 現在
- 「永田町コンフィデンシャル」（九段靖之介[注 2]）
- 「世界の常識を疑え」（ギャルマト・ボグダン）
- 「澄哲録片片」（青山繁晴）
- 「猫はなんでも知っている」（佐藤優）
- 「堤堯の今月この一冊」、「ある編集者のオデッセイ」（堤尭）
- 「蒟蒻問答」（堤堯・久保紘之）
- 「常識の経済学」（田村秀男）
- 「現場をゆく」（門田隆将）
- 「現代中国残酷物語」（福島香織）
- 「爆笑問題の日本原論[注 3]」（爆笑問題[注 4]）
- 「らぶゆ～銭湯」（大﨑洋）
- 「シンボルズ」（みうらじゅん）
- 「人生相談「人間だもの」」（村西とおる）
- 「大切なのは病気にならないこと」（白澤卓二）
- 「月刊Takada」（高田文夫）
- 「エンドロールはまだ早い」（なべおさみ）
- 「ユネスコ非公認・「なべやかん遺産」」（なべやかん）
- 「一言九鼎」（深谷隆司）
- 「偽善者に騙されるな」（飯山陽）
- 「そこまで書いて委員会」（井関猛親）
- 「いざ、再出発へ」（河井克行）
- 「島田洋一の国会閻魔帳」（島田洋一）

など

### 過去
- 「地球儀のミカタ」（日下公人）
- 「判決!」（いしかわじゅん）
- 「港に生きる」（藤木幸夫）
- 「メディアの手口」（西村幸祐）
- 「帰って来た あっぱれ!築地をどり」（勝谷誠彦）
- 「すべてはいつか、笑うため」（岡康道）
- 「一比較研究者の自伝」（平川祐弘）
- 「獄中日記」（河井克行）
- 「香論乙駁」（有本香）

## 著名な執筆者
- 足立康史
- 阿比留瑠比
- 安倍昭恵
- 安倍晋三
- 荒木和博
- 稲田朋美
- 小川榮太郎
- 鴨野守[66][67][68]
- ケント・ギルバート
- 金美齢
- 古森義久
- 櫻井よしこ
- 重村智計
- 下村博文
- 杉田水脈
- 世界日報特別取材班[66][34]
- 石平
- 世耕弘成
- 高森明勅
- 高橋洋一
- 萩生田光一
- 長尾敬
- 西尾幹二
- 西村康稔
- 森喜朗
- 藤原かずえ
- 百田尚樹
- 福田ますみ
- 山口敬之
- 八幡和郎
- 渡部昇一